# 張瑞敏
張瑞敏（チャン・ルエミン、1949年1月5日生まれ、拼音: Zhāng Ruìmĭn）は実業家で、中国を代表する家電メーカー、ハイアール・グループのCEOである。中国共産党第十六、十七、十八次中央委員会候補委員。

## 来歴
山東省萊州市の労働者階級に生まれた。彼の両親は地元の縫製工場で働いていた。
文化大革命期間に紅衛兵として活動後、1968年から青島の国営建設会社で働き始めた。1982年、彼は青島市政府の「家電部門」の副マネージャーに昇進した。
- 1984年12月、ハイアール・グループの前身である青島冷蔵庫本工場（青島電氷箱総廠）の総工場長に就任する。
- 1985年、生産ラインで発生した76台の不良品を全従業員の見守る中で打ち壊させた。
- 1991年12月、ハイアール・グループ設立。総裁に就任する。
- 1992年、中国における最初の家電工業工業園区、青島ハイアール工業園創設。
- 1995年、中国科学技術大学の経営学修士取得。
- 1997年、中国共産党第十五回全国代表大会（中国語版）に出席。香港経済誌亞洲週刊の「傑出華裔」に選ばれる。
- 1999年、ハイアール・グループ董事局主席に就任。アメリカのサウスカロライナ州にて生産工場を立ち上げる。英フィナンシャル・タイムズ紙の「World's 30 Most Respected business leaders(最も尊敬される企業家30人)」の第26位に選出される。
- 2000年5月、ハイアール・グループのCEOに就任する。
- 2001年、コロンビア大学とウォートン・スクールにて講義する。
- 2001年8月、米Forbes Global誌2001年8月6日号の表紙を飾る
- 2004年9月、米フォーチュン誌「アジアで最も勢いのある経済人25人」の一人に選ばれる。
- 2012年、中共第十八次中央委員会候補委員に当選する。「ハイアール第五の発展戦略——ネットワーク化戦略」を制定する。
- 2013年8月、米国経営学会 (Academy of Management) 第73次年会において演説、これは今年度における唯一の中国企業からのゲストであった。

## 発言
「これまで品質管理を徹底してこなかったから、こんなにも多くの不良品を作ってしまった。その責任は私にある。だから、私の給料をカットする。だが、今後、不良品が出たら、それは君たちの責任だ。さあ、このハンマーで（欠陥のある）冷蔵庫を叩き壊すんだ!」(欠陥冷蔵庫をハンマーで壊した時の発言）
「中国には現在、企業や経営に関する文化がない。われわれはシックスシグマなど欧米のものを学んできただけで、独自のものはないのだ」(2011年時点での発言)
「私たちは、もはや他社の真似をしているだけじゃない」
「顧客が買うのは『享受』であって『商品』ではない」